# هوانغ فان
هوانغ فان (بالصينية: 黃凡) هو كاتب صيني، ولد في 1950.